# Circuit Franco-Belge 2007
Il Circuit Franco-Belge 2007, sessantanovesima edizione della corsa, si svolse dal 4 al 7 ottobre 2007 su un percorso di 739 km ripartiti in 4 tappe, con partenza da Mouscron e arrivo a Tournai. Fu vinto dal belga Gert Steegmans della Quick Step davanti al britannico Mark Cavendish e al belga Philippe Gilbert.

## Tappe
| Tappa  | Data      | Percorso               | km    | Vincitore di tappa | Leader cl. generale |
| ------ | --------- | ---------------------- | ----- | ------------------ | ------------------- |
| 1ª     | 4 ottobre | Mouscron > Mouscron    | 177,3 | Aurélien Clerc     | Aurélien Clerc      |
| 2ª     | 5 ottobre | Maubeuge > Templeuve   | 204,8 | Gert Steegmans     | Aurélien Clerc      |
| 3ª     | 6 ottobre | Bray-Dunes > Poperinge | 194,6 | Mark Cavendish     |                     |
| 4ª     | 7 ottobre | Cuesmes > Tournai      | 162,1 | Gert Steegmans     | Gert Steegmans      |
| Totale | Totale    | Totale                 | 739   |                    |                     |

## Dettagli delle tappe

### 1ª tappa
- 4 ottobre: Mouscron > Mouscron – 177,3 km

| Pos. | Corridore       | Squadra         | Tempo    |
| ---- | --------------- | --------------- | -------- |
| 1    | Aurélien Clerc  | Bouygues        | 4h04'14" |
| 2    | Mark Renshaw    | Crédit Agricole | s.t.     |
| 3    | Wouter Weylandt | Quick Step      | s.t.     |

| Pos. | Corridore      | Squadra         | Tempo    |
| ---- | -------------- | --------------- | -------- |
| 1    | Aurélien Clerc | Bouygues        | 4h04'04" |
| 2    | Marco Marcato  | LPR             | a 1"     |
| 3    | Mark Renshaw   | Crédit Agricole | a 4"     |

### 2ª tappa
- 5 ottobre: Maubeuge > Templeuve – 204,8 km

| Pos. | Corridore      | Squadra           | Tempo    |
| ---- | -------------- | ----------------- | -------- |
| 1    | Gert Steegmans | Quick Step        | 4h34'20" |
| 2    | Mark Cavendish | T-Mobile          | s.t.     |
| 3    | Allan Davis    | Discovery Channel | s.t.     |

| Pos. | Corridore      | Squadra         | Tempo    |
| ---- | -------------- | --------------- | -------- |
| 1    | Aurélien Clerc | Bouygues        | 8h38'24" |
| 2    | Gert Steegmans | Quick Step      | s.t.     |
| 3    | Mark Renshaw   | Crédit Agricole | a 1"     |

### 3ª tappa
- 6 ottobre: Bray-Dunes > Poperinge – 194,6 km

| Pos. | Corridore      | Squadra    | Tempo    |
| ---- | -------------- | ---------- | -------- |
| 1    | Mark Cavendish | T-Mobile   | 4h43'52" |
| 2    | Gert Steegmans | Quick Step | s.t.     |
| 3    | Robbie McEwen  | Predictor  | s.t.     |

| Pos. | Corridore | Squadra | Tempo |
| ---- | --------- | ------- | ----- |

### 4ª tappa
- 7 ottobre: Cuesmes > Tournai – 162,1 km

| Pos. | Corridore      | Squadra    | Tempo    |
| ---- | -------------- | ---------- | -------- |
| 1    | Gert Steegmans | Quick Step | 3h36'00" |
| 2    | Mark Cavendish | T-Mobile   | s.t.     |
| 3    | Robbie McEwen  | Predictor  | s.t.     |

| Pos. | Corridore        | Squadra    | Tempo     |
| ---- | ---------------- | ---------- | --------- |
| 1    | Gert Steegmans   | Quick Step | 16h58'00" |
| 2    | Mark Cavendish   | T-Mobile   | a 4"      |
| 3    | Philippe Gilbert | FDJ        | a 14"     |

## Classifiche finali

### Classifica generale
| Pos. | Corridore        | Squadra           | Tempo     |
| ---- | ---------------- | ----------------- | --------- |
| 1    | Gert Steegmans   | Quick Step        | 16h58'00" |
| 2    | Mark Cavendish   | T-Mobile          | a 4"      |
| 3    | Philippe Gilbert | FDJ               | a 14"     |
| 4    | Aurélien Clerc   | Bouygues Télécom  | a 16"     |
| 5    | Marco Marcato    | Team LPR          | s.t.      |
| 6    | Mark Renshaw     | Crédit Agricole   | a 17"     |
| 7    | Allan Davis      | Discovery Channel | a 18"     |
| 8    | Robbie McEwen    | Predictor-Lotto   | s.t.      |
| 9    | Maarten Wynants  | Quick Step        | a 20"     |
| 10   | Wouter Weylandt  | Quick Step        | a 21"     |